# 2. smučarskolovski polk (Wehrmacht)
 Za druge 2. polke glej 2. polk.
2. smučarskolovski polk (izvirno nemško Skijäger-Regiment 2) je bil smučarsko-lovski polk v sestavi redne nemške kopenske vojske med drugo svetovno vojno.

## Zgodovina
Polk je bil ustanovljen septembra 1943 pri armadni skupini Sredina iz 2., 4., 7., 9. in 11. lovskega bataljonov, ki so bili porazdeljeni med tem in sestrsko enoto 1. smučarskolovskim polkom. Polk je bil v sestavi 1. smučarskolovske brigade; ko je bila le-ta 2. junija 1944 reorganizirana v 1. smučarskolovsko divizijo v Arysu.

## Sestava
- štab
- 1. bataljon

- 1. četa
- 2. četa
- 3. četa
- 4. strojnična četa

- 2. bataljon

- 5. četa
- 6. četa
- 7. četa
- 8. strojnična četa

- 3. bataljon

- 9. četa
- 10. četa
- 11. četa
- 12. strojnična četa

- 13. četa pehotnih topov
- 14. tankovskolovska četa